# ダーディン郡
ダーディン郡(ダーディンぐん、ネパール語：धादिङ जिल्ला)は、ネパール東部のバグマティ州の郡。
郡都はダーディン・ベシ。
2021年国勢調査の人口は32万2751人。
面積は1,926km2。